# هرتسا
شهر هرتسا (به روسی: Герца) در استان چرنیوتسی در کشور اوکراین واقع شده‌است. جمعیت این شهر ۲,۱۰۸ نفر است. (۲۰۲۱ تخمینی).

## نگارخانه

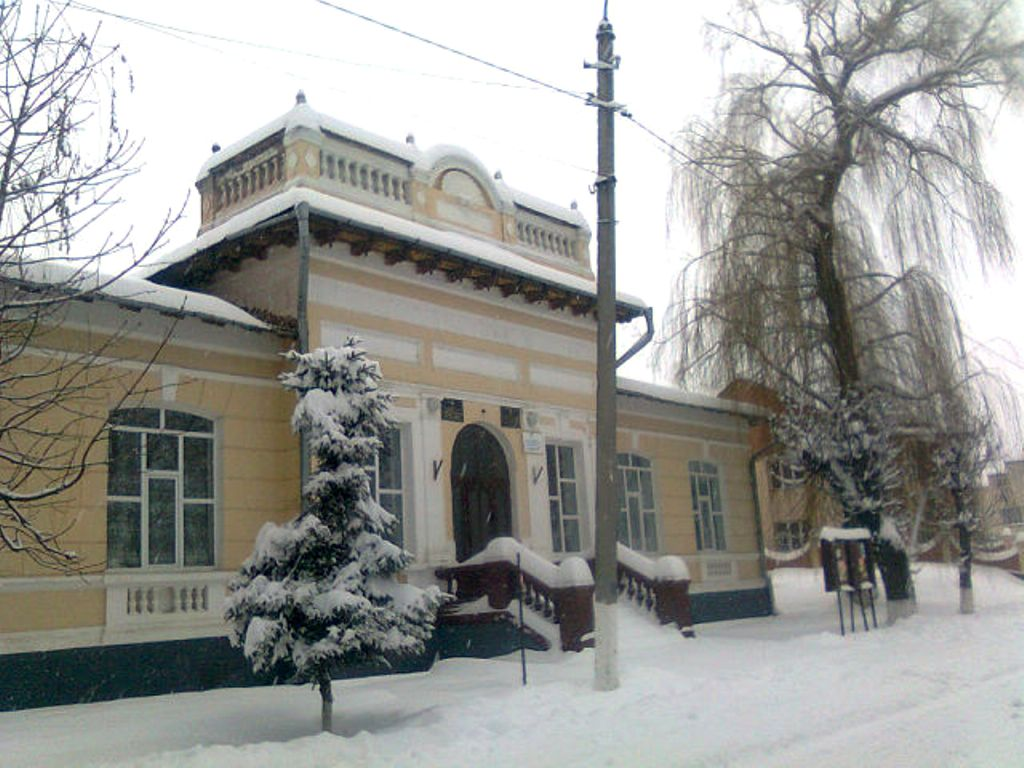
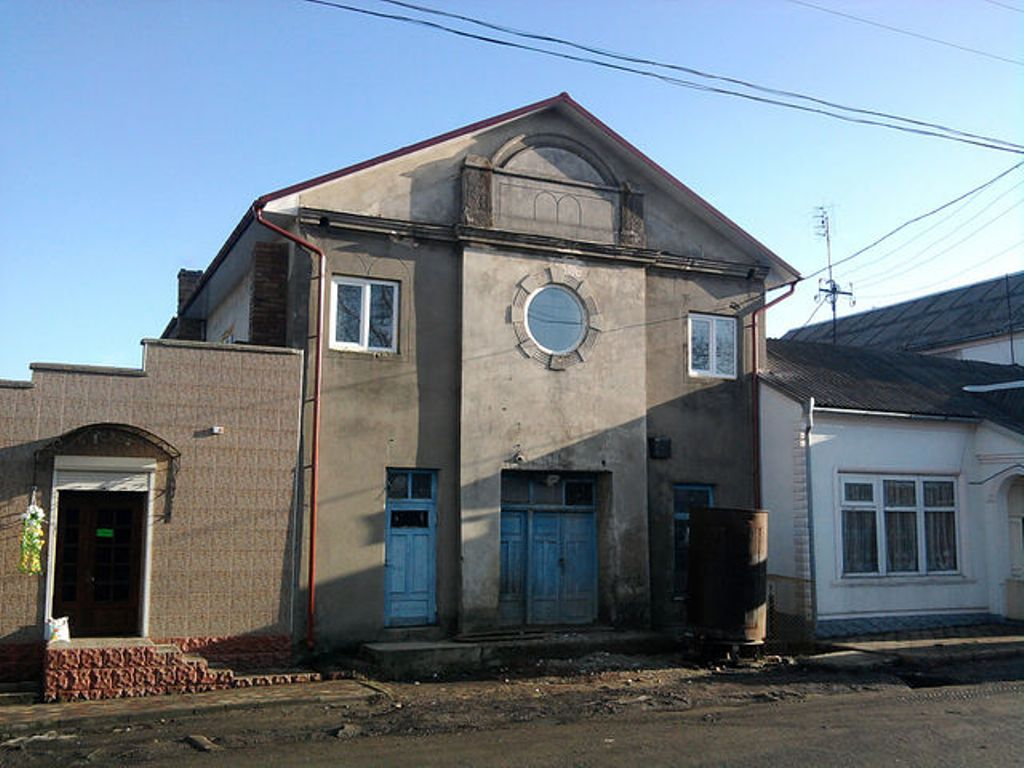